# Cucullia anatoliensis
Cucullia anatoliensis är en fjärilsart som beskrevs av Ahmet Ömer Koçak 1980. Cucullia anatoliensis ingår i släktet Cucullia och familjen nattflyn. Inga underarter finns listade i Catalogue of Life.